# John Heard
John Matthew Heard Jr. (ur. 7 marca 1946 w Waszyngtonie, zm. 21 lipca 2017 w Palo Alto) − amerykański aktor. Wystąpił w wielu udanych filmach, w tym Ludzie-koty (1982), Po godzinach (1985), Wariatki (1988) i Przesyłka (1989). Zagrał także rolę Petera McCallistera, ojca tytułowego bohatera Kevina McCallistera (Macaulay Culkin) w komedii Kevin sam w domu (1990) i sequelu Kevin sam w Nowym Jorku (1992).
W 1999 był nominowany do Nagrody Emmy za rolę detektywa Vina Makaziana w serialu HBO Rodzina Soprano (1999–2006).

## Życiorys

### Wczesne lata
Urodził się w Waszyngtonie jako syn Helen (z domu Sperling), aktorki grającej w teatrze społeczności, i Johna Hearda, pracownika w biurze Sekretarza Obrony. Wychowywany był w wierze katolickiej.
Uczęszczał do Gonzaga College High School, Clark University w Worcester w stanie Massachusetts, Katolickiego Uniwersytetu Ameryki w Waszyngtonie. Dorastał wraz z dwiema siostrami, którą jedną z nich była Cordis, również aktorka. Miał brata Matthew, który zmarł w 1975.

### Kariera
Karierę rozpoczął w połowie lat 70., grając w szeregu off-Broadwayowych przedstawień. W 1977 jako Micah w dramacie o wojnie wietnamskiej G.R. Point otrzymał nagrody Obie i Theatre World. W 1980 rola Cassio w tragedii Williama Szekspira Otello i występ w przedstawieniu Split z Brooke Adams przyniósł mu nagrodę Obie. Grał również na Broadwayu jako David Carson, Lord Cumulus w sztuce Stuarta Gordona Warp (1973), tytułowy duński książę i Gildenstern w Hamlecie (1975-1976) Szekspira, Henry Hirsch w Total Abandon (1983) z Richardem Dreyfussem i pan Caller w Szklanej menażerii (1983-1984) Tennessee Williamsa.
Po raz pierwszy wystąpił na małym ekranie jako Pan Harvie w telewizyjnym dramacie wojennym NBC Valley Forge (1975) na podstawie powieści Maxwella Andersona u boku Richarda Baseharta. Następnie zagrał w trzech melodramatach: Między wersami (Between the Lines, 1977), nominowanym do nagrody na 27. Festiwalu Filmowym w Berlinie, Pierwsza miłość (First Love, 1977) i Rush It (1977) oraz dwóch dramatach – Na podwórku (On The Yard, 1978) i Bicie serca (Heart Beat, 1980). W miniserialu Szkarłatna litera (1979) z Meg Foster pojawił się jako wielebny Arthur Dimmesdale.
W latach 80. przerzucił się głównie na występy w filmach. Pod koniec tych lat wystąpił w komedii Duży (1988) z Tomem Hanksem i w Beaches (1988). Zagrał główne role m.in. w: Sposobie Cuttera (1981), Ludziach-kotach (1982) i C.H.U.D. (1984). Pojawił się na drugim planie w produkcjach: Po godzinach (1985), Przebudzenia (1990), Raport Pelikana (1993), Na linii ognia (1993), 187 (1997), Oczy węża (1998).
W 1999 otrzymał nominację do nagrody Emmy za gościnną rolę w serialu Rodzina Soprano. Aktor zagrał skorumpowanego policjanta z New Jersey – Vina Makaziana. W 2000 Ed Harris jako reżyser, zaangażował go do roli Tony’ego Smitha w Pollocku – filmowej biografii malarza. Występował gościnnie m.in. w: Rekinado (2013), Klient, Skazany na śmierć, CSI: Kryminalne zagadki Miami, Ekipa, Gliniarze z Southland, Współczesna rodzina, Elementary.

## Życie prywatne
25 sierpnia 1979 ożenił się z aktorką Margot Kidder, lecz po sześciu dniach byli w separacji. Rozwiedli się 26 grudnia 1980.
Miał syna, Johna Matthew „Jacka” Hearda III (ur. 1987) z byłą dziewczyną Melissą Leo. W 1991 został aresztowany i oskarżony o napad na Leo. W 1997 uznano go za winnego prześladowania w domu Leo w Baltimore w stanie Maryland, ale został oczyszczony z zarzutów w związku z jego prześladowaniami ich syna w szkole.
Poza Kidder, był także żonaty z Sharon Heard i Laną Pritchard. Sharon i Heard mieli dwoje dzieci: syna Maxa (zmarłego w grudniu 2016) i córkę Annikę. Heard i Pritchard wzięli ślub 24 maja 2010 roku w Los Angeles i rozwiedli się po siedmiu miesiącach trwania ich małżeństwa.

### Śmierć
21 lipca 2017 Heard został znaleziony martwy przez personel hotelu w Palo Alto w stanie Kalifornia, gdzie dochodził do zdrowia w związku z przebytym 3 dni przed śmiercią zabiegiem chirurgicznym w Szpitalu Uniwersyteckim w Stanford. Zmarł na zawał serca. Jego śmierć została potwierdzona przez Biuro Ekspertów Hrabstwa Santa Clara.

## Filmografia
- Szkarłatna litera (Scarlet Letter, 1979) jako Arthur Dimmesdale
- Ludzie koty (1982) jako Oliver Yates
- Podróż do Bountiful (1985) jako Ludie Watts
- Po godzinach (1985) jako barman Tom Schorr
- Wariatki (1988) jako John Pierce
- Duży (1988) jako Paul Davenport
- Przesyłka (1989) jako pułkownik Glen Whitacre
- Kevin sam w domu (1990) jako Peter McCallister, ojciec Kevina
- Przebudzenia (1990) jako dr Kaufman
- Historia Rose (1991) jako Willcox Hillyer
- Kevin sam w Nowym Jorku (1992) jako Peter McCallister, ojciec Kevina
- Raport Pelikana (1993) jako Gavin Verheek
- Nasz mały chłopiec (There Was a Little Boy, 1993) jako Greg, mąż Julie
- Obywatele prezydenci (1996) jako wiceprezydent Ted Matthews
- Oczy węża (1998) jako Gilbert Powell
- Rodzina Soprano (1999–2006) jako detektyw Vin Makazian
- Pollock (2000) jako Tony Smith
- Gniazdo os (2000) jako James Decker
- Agenci bardzo specjalni (2004) jako Warren Vandergeld
- Atak szarańczy (2005) jako Peter Axelrod
- Miłego dnia? (The Chumscrubber, 2005) jako oficer Lou Bratley
- Skazany na śmierć (Prison Break, 2005) jako gubernator Frank Tancredi
- Patrol (2006) jako kapitan Frank Larson
- Klub dyskusyjny (2007) jako szeryf Dozier
- Rekinado (2013) jako George